# Мирза Мухаммед-хан Сипахсалар
Мирза Мухаммед-хан Сипахсалар (перс. میرزا محمدخان سپهسالار‎; ум. 1867) —премьер-министр (визирь) Персии при Насреддин-шахе.

## Биография
Мирза Мухаммед-хан родился в Астрабаде, в городе Горган в семье каджарского хана Эмир-хана. Он из родом из туркоманского кочевого племени каджар, из клана Девелу.
В 1834 году был назначен военным министром Персии. В следующем 1835 году Мирза Мухаммед-хан предпринял поход против наместника Фарса Гусейна Али-мирзы, который отказался лично прибыть в Тегеран и подчиниться Мохаммед-шаху Каджару. Эта кампания завершилась удачно. Мирза Мухаммед-хан одержал победу над армией под командованием Гасан Али-мирза Каджара.
В 1852 году Мирза Мухаммед-хан по приказу Насреддин-шаха был назначен Кешикчибаши и губернатором Дамгана.
В 1858 году Мирза Мухаммед-хан по приказу шаха был назначен военным министром в правительстве премьер-министра Мирза Юсиф-хан Аштияни. И стал называться Сипахсалар.
По его инициативе был принят и введён в действие первый в Персии военный устав, который был разработан по образцу уставов английской и французской армий. Им было предусмотрено внедрение чёткой организационной структуры, определён порядок назначения и освобождения командного состава, намечено проведение обязательных военных учений и создание обученного резерва. Для пополнения армии личным составом была введена система рекрутского набора — «бониче» (от персидского «боне» («хозяйство», «двор», «семья»); так в тогдашней Персии называли хозяйственные объединения крестьянских семей, которые были единицами налогообложения.
Указом шаха Мирза Мухаммед-хан в 1862 году был назначен главой правительства.